# Rudolph von Buddenbrock
Rudolph Heinrich Freiherr von Buddenbrock (* 26. April 1821 in Königsberg; † 22. Mai 1895 in Berlin) war Majoratsherr und Mitglied des Deutschen Reichstags.

## Herkunft
Seine Eltern waren der preußische Generalleutnant Friedrich von Buddenbrock (1781–1867) und dessen Ehefrau Amilie, geborene von Leslie (1792–1828).

## Leben
Buddenbrock war Majoratsherr auf Ottlau im Kreis Marienwerder. Weiter war er Kreisdeputierter und von 1865 bis 1866 kommissarischer Landrat von Marienwerder.
Von 1878 bis 1881 war er Abgeordneter des Deutschen Reichstags für den Reichstagswahlkreis Regierungsbezirk Marienwerder 1 (Stuhm - Marienwerder) und Hospitant der Deutschen Reichspartei. Seit 1875 gehörte Buddenbrock auf Präsentation des Verbandes des alten und befestigten Grundbesitz des Bezirks Marienwerder dem Preußischen Herrenhaus an.
1884 wurde Rudolph von Buddenbrock zusammen mit seinem Bruder Wilhelm David Theophil Alfred von Buddenbrock in den erblichen preußischen Freiherrenstand erhoben.

## Familie
Er heiratete am 7. Juli 1843 Emilie von der Goltz (1826–1875). Nach ihrem Tod ehelichte er 20. Oktober 1876 Anna Klara Jenny von Buddenbrock (1852–1936). Aus den Ehen gingen folgende Kinder hervor:
- Martha Charlotte Caroline Sophie (* 1844) ⚭ Adolf Reuter († 1877)
- Gotthard Ferdinand Wilhelm (* 1845)
- Bodo Rudolf Wilhelm (* 1846)
- Benno Karl Leopold (* 1848)
- Arthur (1850–1929), Politiker und Mitglied des Reichstages ⚭ Gertrud von Reitzenstein (1855–1939)
- Erich Karl (* 1852)
- Siegmar Anton Walther (* 1855)
- Wilhelm Diodor (* 1879)
- Rudolf Karl (* 1880)